# World Trade Center Tenerife
El World Trade Center Tenerife (Centro Mundial de Comercio de Tenerife) forma parte de la Asociación de World Trade Centers (WTCA), cuyo objetivo es apoyar la creación y buen funcionamiento de World Trade Centers en todo el mundo. 
El World Trade Center Tenerife tiene su sede en el Centro Internacional de Ferias y Congresos de Tenerife en la ciudad capital de Santa Cruz de Tenerife, cuyo fin es promover el desarrollo económico de la isla de Tenerife (Islas Canarias). Actualmente, está integrado en Sofitesa está constituida por el Cabildo de Tenerife, la Autoridad Portuaria de Santa Cruz de Tenerife, el Ayuntamiento de Santa Cruz de Tenerife, la Cámara de Comercio de Tenerife y la Caja General de Ahorros de Canarias.
El World Trade Center de Tenerife es el tercero que se crea en España, creado en el año 2003, en el país hay otros en ciudades como Barcelona, Sevilla, Zaragoza y Santander.

## Objetivos de WTC Tenerife
- Fomentar las oportunidades comerciales a nivel mundial entre empresas asociadas.

- Colaborar con las organizaciones y asociaciones con un objetivo similar.

- Promocionar Tenerife y sus oportunidades comerciales en el mundo.

- Establecer Tenerife como Centro Internacional de Negocios.

- Ayudar a las empresas de la isla a hacer frente a los retos y requisitos de la globalización.

## Servicios WTC Tenerife
- Asesoramiento en Comercio Exterior y Marketing

- Alquiler de Instalaciones

- Formación

- Misiones Comerciales

- Oportunidades Comerciales

- Catálogo de Productos y/o Servicios

- Estudios de Mercado

- Domiciliación de correspondencia ordinaria